# Naturschutzgebiet Ouadi Rimé–Ouadi Achim
Koordinaten: 15° 31′ N, 19° 40′ O
Das Ouadi Rimé–Ouadi Achim Naturschutzgebiet liegt im Zentrum des Tschad, größtenteils in der Provinzen Batha und Borkou, und erstreckt sich auf 77.950 km², womit es damit eines der größten Naturschutzgebiete auf dem afrikanischen Kontinent ist. Es wurde 1969 eingerichtet.
Das Naturschutzgebiet erstreckt sich über drei Vegetationszonen der Sahelzone, der Wüste mit den Dünengebieten des Erg du Djourab im Norden, den Halbwüsten mit den Grassavannen der Süd Sahara Gras- und Strauchsavanne-Vegetationszone und den Gebieten der Sahel Akazien Savanne im Süden. Generell wird die Flächenverteilung mit 23 % Grassavannen und 76 % Wüsten- und Halbwüsten angegeben.
Die Grassavannen sind mit Bäumen durchsetzt, diese werden dominiert von dem Gummiarabikumbaum (Acacia senegal), der Wüstendattel (Balanites aegyptiaca), Combretum glutinosum und Boscia senegalensis. Charakteristische Grasarten der Savannen sind Aristida mutabilis, Chloris prieurii und Cenchrus biflorus und die Kräuter Limeum viscosum, Indigofera hochstetteri und Blepharis linariifolia.
An bedrohten Tierarten kommen im Naturschutzgebiet die Damagazelle (Gazella dama), die Dorkasgazelle (Gazella dorcas), die Rotstirngazelle (Gazella rufifrons), die Mendesantilope (Addax nasomaculatus) und der Gepard (Acinonyx jubatus) vor. Für die in freier Wildbahn ausgestorbene Säbelantilope (Oryx dammah) war das Naturschutzgebiet eines der letzten Rückzugsgebiete.
Das Gebiet des Naturschutzgebietes ist relativ flach ohne größere Erhebungen, an der östlichen Grenze liegen das Gebirgsmassiv des Ennedi und das Hochland von Wadai, aus denen eine Reihe von Wadis führen und das Gebiet saisonal bewässern.
Die Niederschläge fallen von Juli bis September und sind sehr ungleich verteilt. So fallen im Süden im Durchschnitt 413 mm, im Zentrum ca. 205 mm und im Norden ca. 14 mm Regen pro Quadratmeter und Jahr.